# Balthasar Rudolf von Schenckendorf
Balthasar Rudolph von Schenckendorf (* 1699 auf Gut Rissen in der Neumark, Mark Brandenburg; † 27. Dezember 1771 in Stargard in Pommern) war ein preußischer Generalleutnant, Chef des Infanterieregiments Nr. 22 und Ritter des Pour le Mérite.

## Leben

### Herkunft
Balthasar Rudolf von Schenckendorff entstammte  dem  in der Niederlausitz 1313 zuerst auftretenden brandenburg-preußischen Uradelsgeschlecht Schenckendorff, auch Schenkendorf oder Schenckendorf genannt, dem auch der Dichter der Freiheitskriege gegen Napoleon, Max von Schenkendorf angehörte.   Seine Eltern waren Karl von Schenckendorf, Erbherr auf Rissen und Barbara von Schlichting aus dem Haus Bochau und Niesschütz. Sein Bruder Friedrich August wurde preußischer Generalmajor.

### Militärkarriere
Im Jahr 1715 trat Schenckendorf im Regiment Nr. 3 in preußische Dienste. Er stieg dort auf und wurde am 21. Juni 1743 Major, am 15. Juni 1751 Oberstleutnant und im Mai 1753 Kommandeur im Füselier-Regiment „Markgraf Heinrich“ Nr. 35. Am 28. September 1754 wurde er zum Oberst befördert und im Oktober 1757 erhielt er die Beförderung zum Generalmajor. Im April 1760 erhielt Schenckendorf vom König das Infanterieregiment „Moritz von Anhalt“ Nr. 22.
Schenckendorf nahm an allen Feldzügen ab 1740 teil. In der Schlacht bei Prag am 6. Mai 1757 wurde er verwundet. Aber im Jahr 1758 war er bereits wieder in den Gräben vor der Festung Olmütz und führte erfolgreich einen wichtigen Nachschubtross zu den Belagerern. Als die Österreicher am 30. Juni einen anderen Tross bei Domstadtl sprengen konnten, gelang es ihm dennoch einen Teil der Wagen zu retten.
1759 führte er die Avantgarde in der Schlacht bei Kunersdorf und eroberte 50 Kanonen. Danach diente Schenckendorf das ganze Jahr in Schlesien unter Fouque. In der Schlacht bei Landeshut kommandierte er ein eigenes Korps. Dort geriet er mit dem Kommandierenden General Fouque in österreichische Gefangenschaft. Nach dem Krieg blieb er beim Militär und wurde 1766 zum Generalleutnant ernannt. Im Jahr 1769 bat er um seine Entlassung, die er mit einer Pension erhielt. Er starb am 27. Dezember 1771 in Stargard als Generalleutnant a. D.

### Familie
Er war mit Henriette Leopoldine Agnese von Körbener aus Dessau verheiratet. Es war ihre zweite Ehe, vormals war sie mit dem Anhalt-Dessauerschen Oberforstmeister von Schilling liiert und hatte mit ihr eine Tochter Leopoldine Louise von Schilling, verstorben 1792.